# Туркестанское восстание сапёров 1912 года
Туркестанское восстание сапёров 1912 года произошло в военных лагерях под Ташкентом в селе Троицком 1 (14) июля 1912 года.

## Ход событий
Описание событий приводится согласно их изложению, данному в газете «Новое время» в 1912 году.

### Предпосылки к восстанию

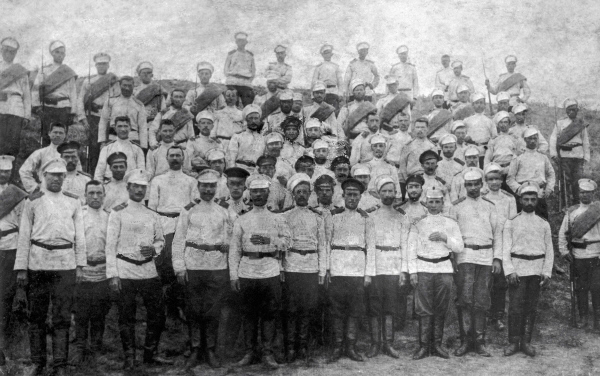
Сапёры 1-го и 2-го туркестанских батальонов. 14 июля 1912 года. Троицкие лагеря под Ташкентом

В селе Троицком, располагавшемся на расстоянии 30 вёрст к северу от Ташкента располагались летние, так называемые Троицкие лагеря, куда все квартирующие в Ташкенте войска, в том числе и постоянно квартирующий в Ташкенте 1-й Туркестанский сапёрный батальон, ежегодно выходили на манёвры. Сюда же ежегодно прибывали некоторые войсковые части из других гарнизонов Туркестана, так летом 1912 года в этих лагерях находился постоянно квартирующий в городе Мерве 2-й Туркестанский сапёрный батальон.
Из села Троицкого в военные лагеря можно было попасть только через мост, перекинутый через глубокий, быстрый и широкий Зах-арык, постоянно охраняемый военным караулом артиллеристов, в обязанности которого входило не допускать в село нижних чинов, не имеющих на то письменного разрешения от начальства. Через Зах-арык, кроме моста у села Троицкого, имелся ещё один мост в самом сапёрном лагере, охраняемый караульными из сапёрного батальона. За мостом находился большой кишлак Ниязбек, в котором разные темные личности занимались корчемною продажею нижним чинам водки и содержали заведения дешёвого разврата. Часовые сапёры строго исполняли свои обязанности по отношению к солдатам посторонних частей, но часто нарушали долг службы по отношению к «своим» — к сапёрам. Как результат этого, Ниязбек был почти каждую ночь переполнен сапёрами. Здесь они находились вне всякого наблюдения начальства. Этим пользовались туркестанские «революционные агитаторы», которые успешно вели революционную пропаганду среди сапёров как в Ниязбеке, так и в селе Троицком, зазывая сапёров в село. За несколько недель до бунта в лагерях усиленно поговаривали, что среди сапёр «неблагополучно». Сообщалось о проведении в степи, верстах в трёх от лагерей, нескольких революционных сходок, в которых принимали участие нижние чины. Заметно усилилось подкидывание прокламаций, было несколько случаев демонстративного неповиновения отдельных сапёров. В одной из рот был заявлен протест против будто бы дурно приготовленной пищи.

### Ход восстания
1 июля около девяти часов вечера толпа нижних чинов 1-го Туркестанского сапёрного батальона с диким криком «ура», с боевыми выстрелами и с оркестром музыки из музыкантских учеников, под звуки марша «Привет родине», бросилась на рядом расположенный 2-й Туркестанский саперный батальон. По-видимому, первой целью толпы было овладеть знаменами и денежными ящиками у переднего караула, но не растерявшийся караул от 3-й роты 2-го Туркестанского сапёрного батальона отбил бунтовщиков огнём, причём часовой успел произвести 6 выстрелов. Караул был усилен, и войсковые святыни не были отданы бунтовщикам. Толпа отхлынула.
В это время из собрания 1-го Туркестанского сапёрного батальона выскочили штабс-капитан Похвиснев и подпоручик Шадский и бросились к своим ротам (2-й и 3-й 1-го Туркестанского сапёрного батальона) с криками: «Что вы делаете, подлецы?» Подпоручик Шадский, с шашкой в руках защищая ружейную пирамиду, был изрешечён штыками (около 10 ран), но пока ещё жив. Штабс-капитан Похвиснев, останавливая толпу от безумства, был заколот, прострелен, обезображен и ограблен. Толпа бунтовщиков-сапёров 1-го батальона, разделавшись с двумя офицерами и потерпев неудачу у переднего караула, бросилась разом по нескольким направлениям на 2-й Туркестанский сапёрный батальон, причём были слышны крики: «Товарищи, присоединяйтесь к нам»!
Заслышав это, офицеры 2-го Туркестанского сапёрного батальона кинулись к своим ротам и командам, причём командир 2-й сапёрной роты капитан Жильцов с младшими офицерами, сгруппировав в темноте вокруг себя 25-30 человек своей роты и части остальных рот, открыл пальбу по наступавшей толпе бунтовщиков. Почти одновременно со 2-й ротой выбежали все остальные ротные командиры и младшие офицеры с нижними чинами и присоединились ко 2-й роте. Присутствовавший здесь 2-го батальона полковник Табарэ собрал резерв и раздал патроны. Был открыт огонь по бунтовщикам. В первый момент замешательства был смертельно ранен на линейке своей роты младший офицер 1-й сапёрной роты 2-го Туркестанского саперного батальона подпоручик Красовский, выбежавший со своим братом кадетом и сыном подполковника Табарэ, тоже кадетом (оба Ташкентского корпуса).
В третью роту 2-го батальона первым вбежал подпоручик Кощенец Пётр Петрович и, видя людей, хватающих оружие из пирамид и разбивающих ящики с тревожными боевыми патронами, выхватил револьвер и закричал: «Что вы делаете, братцы, не сметь трогать винтовки и патроны!» В эту же минуту вбежал в роту и фельдфебель Филоненко и, став рядом со своим юным начальником, скомандовал: «В ружьё! Стройся на линейке для защиты от бунтующих!»
В ответ грянул оглушительный залп, Филоненко пал мёртвым. Кощенец был тяжело ранен в живот навылет, пуля вошла в правую полость живота, пробила печень, почку и вышла в левой стороне поясницы. Позднее, 2-го июля подпоручик Кощенец П. П. умер.

### Окончание восстания
Благодаря твёрдости и мужеству офицеров сапёрных батальонов и нижних чинов, оставшихся верными присяге, бунт военных сапёров был в этот же день подавлен. 3 июля состоялись похороны офицеров, погибших во время восстания.
Позднее состоялся суд над зачинщиками восстания. Отличившиеся при подавлении бунта офицеры были награждены за мужество. В том числе были награждены серебряными медалями на георгиевской ленте с надписью «за храбрость» кадеты шестого класса Витольд Красовский и Борис Авдеев за проявленное ими мужество и самоотверженные действия во время вооруженного восстания саперов и нижних чинов 1 июля 1912 года, в лагере под селом Троицким. Возложение медалей произведено лично командующим войсками генералом Самсоновым.

## Версия и оценка восстания в советское время
Советские историки оценивали это выступление как восстание солдат сапёрных батальонов Туркестанского военного округа против царского самодержавия, проявлением нового революционного подъёма в России. По их мнению, восстание было вызвано невыносимыми условиями службы в Троицком лагере, усугублёнными жестокостью ряда офицеров (капитан Жильцов, штабс-капитан Похвистнев, подпоручики Красовский, Кощенец, Шацкий). Восстание готовилось знавшими об этой ситуации членами Ташкентской межпартийной военной организации, существовавшей в ряде гарнизонов округа, в которую входили социал-демократы и эсеры. Изначально восстание планировалось на 29 июня, но поскольку о подготовке к восстанию стало известно командованию, большинство членов организации сочло необходимым ускорить выступление. Днём 1 (14) июля под видом стирки белья произошло собрание членов военной организации, на котором было решено выступать в тот же вечер и согласован план восстания. После вечерней проверки прозвучало несколько выстрелов — сигнал к восстанию, по которому 7 рот 1-го и 2-го сапёрных батальонов ворвались в оружейные комнаты и завладели оружием. На месте был убит прибежавший на выстрелы Похвистнев, подпоручик Красовский оказал вооружённое сопротивление и был застрелен ответным огнём своих солдат. Затем восставшие направились к лагерю стрелковой бригады, надеясь на поддержку своего выступления (они не знали, что два полка этой бригады накануне были выведены из лагеря, и к восстанию присоединилась только военно-музыкантская команда стрелков). Восставшие двинулись обратно в свой лагерь, но были встречены огнём учебно-пулемётной команды, которую возглавил капитан Жильцов.
Получив сведения о восстании, генерал-лейтенант Н. М. Воронов поднял весь лагерь по тревоге, выведя против восставших два стрелковых полка Туркестанской стрелковой бригады и 5-й Оренбургский казачий полк, батареи крепостной артиллерии и прожекторную команду. Бой продолжался до утра 2 (15) июля и закончился, когда, израсходовав патроны, восставшие прекратили сопротивление.
Бараки сапёрных батальонов были окружены, под стражу взяты все без исключения. Казаки преследовали в степи и арестовывали пытавшихся скрыться сапёров.
В ходе восстания было убито, по официальным данным, 3 офицера и 2 нижних чина, ранены 5 офицеров и 12 нижних чинов.

## Суд и приговор
Император Николай II на сообщение о восстании потребовал «беспощадно покарать виновников бунта». В ответ генерал Самсонов заверил царя, что пощады не будет.
Все участники этого выступления (228 человек) были преданы суду, который состоялся с 31 июля по 9 августа 1912 года. По приговору суда 14 человек приговорены к смертной казни через повешение, 18 человек были приговорены к пожизненным каторжным работам, 62 человека — к 15 годам каторги, 15 человек — к 8 годам каторги, к лишению свободы в исправительно-арестантских отделениях на сроки от 4 до 6 лет — 79 человек, к отправке в дисциплинарные роты на срок от 3 месяцев до 1 года — 15 человек. Смертный приговор был приведён в исполнение 12 августа 1912 года в Ташкентской крепости. Тела казнённых были захоронены тайно на кладбище больницы для прокажённых, и уже после Октябрьской революции обнаружены и были перезахоронены при большом митинге в братской могиле в Ташкенте.

## Память
В 1962 году в центре города Чирчик, за Дворцом культуры Чирчикского химического комбината, фактически на том самом месте, где за 50 лет до этого и происходили эти события, восставшим сапёрам был поставлен памятник. В 1992 году после получения Узбекистаном независимости памятник восставшим сапёрам был демонтирован.